# Mycetophila ferruginea
Mycetophila ferruginea är en tvåvingeart som först beskrevs av Walker 1836.  Mycetophila ferruginea ingår i släktet Mycetophila och familjen svampmyggor. Inga underarter finns listade i Catalogue of Life.